# Yaka (Sprache, Republik Kongo)
Yaka oder West-Teke (auch Iyaka, Kiyaka und Yaa) ist eine Bantusprache und wird von circa 10.000 Menschen in der Republik Kongo gesprochen. Sie ist im Departement Lékoumou um Sibiti verbreitet.

## Klassifikation
Yaka bildet mit den Sprachen Ngungwel, Tchitchege, Teke, Teke-Eboo, Teke-Fuumu, Teke-Laali, Teke-Nzikou, Teke-Kukuya, Teke-Tege, Teke-Tsaayi und Teke-Tyee die Teke-Gruppe. Nach der Einteilung von Malcolm Guthrie gehört Yaka zur Guthrie-Zone B70. 
91 % des Wortschatzes weisen Gemeinsamkeiten mit dem Wortschatz von Teke-Laali auf, 74 % mit dem von Teke-Tsaayi und 69 % mit dem von Teke-Tyee.